# Анжеро-Судженск
Анже́ро-Су́дженск — город в Кемеровской области России, в 80 км к северу от областного центра — Кемерово. Административный центр Анжеро-Судженского городского округа. Город областного подчинения. Моногород Российской Федерации. С 2016 года город имеет статус ТОСЭР.
Анжеро-Судженск расположен в Кузнецкой котловине, в 80 км к северу от Кемерово. Железнодорожная станция Анжерская на линии Тайга (Западно-Сибирская железная дорога) — Мариинск (Красноярская железная дорога) Транссибирской магистраль.

## История

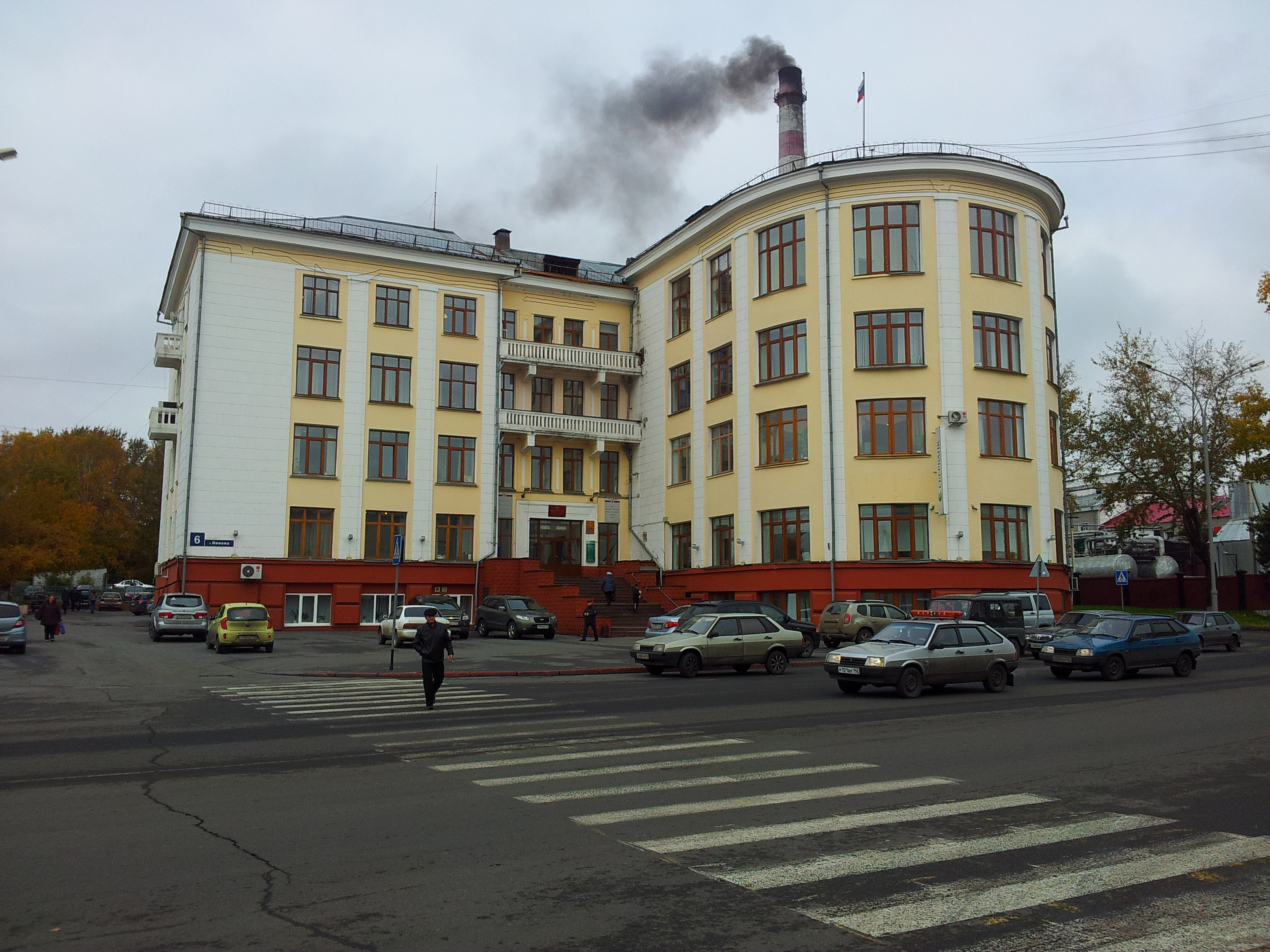
Здание городской администрации

Жизнь Анжеро-Судженска связана с развитием угольных месторождений, открытых в конце 19 столетия. Поселения на месте современного Анжеро-Судженска возникли в 1896—1897 годах в связи со строительством железнодорожной магистрали и началом добычи угля. Посёлок Анжерка был назван по расположению на реке Анжера; название посёлка Судженка перенесено выходцами из Курской губернии.
В 90-х годах XIX века началось строительство Великого Сибирского железнодорожного пути от Урала до Тихого океана через всю Сибирь. В связи с этим были организованы крупные геологические исследования в стовёрстной полосе вдоль дороги. Требовалось выяснить устойчивость полотна и выемок, переходов через реки, водоснабжение, найти строительные материалы, железные руды, горючие ископаемые и многое другое. Работы продолжались около 10 лет. Исследования вдоль Транссиба проводились специальными «горными» партиями, в состав которых были привлечены известные геологи того времени: А. Н. Державин, А. М. Зайцев, А. А. Краснопольский, П. К. Яворовский. Руководил работами директор геологического комитета А. П. Карпинский. При исследовании северо-восточной части Кузнецкого бассейна в Анжеро-Судженском районе были отмечены угленосные отложения в бассейнах рек Малые Козлы и Мазаловский Китат. Были обнаружены большие угольные запасы, что доказывало продолжение Кузнецкого бассейна на север, включая и Анжеро-Судженский район. Первая заявка на промышленную разработку угля на реке Мазаловский Китат была сделана в 1894 году инженером Б. Ф. Корвин-Саковичем. Здесь в 1896—1897 годах возникли Судженские копи, а в 1898 году по настоянию П. К. Яворовского начала работу Анжерская казённая копь. В 1896 году право на разработку Судженских копей попадает в руки коллежского асессора Перфильева и омского купца Ремённикова. В 1897 году их компаньоном становится Лев Александрович Михельсон, который с 1899 года стал единственным владельцем копей.
Одно из первых предприятий города — железнодорожная станция «Анжерская». В год окончания строительства (1895) это был маленький разъезд. Перед Первой мировой войной промышленная добыча угля на копях велась на четырёх шахтах, ещё на трёх шли подготовительные работы. В 1915 году Анжерские и Судженские копи выдавали на-гора 92 % от всей добычи угольных предприятий края. В 1901 году началось строительство первой в Кузбассе Центральной электрической станции. ЦЭС начала работу в 1905 году.
Известие о февральской революции дошло до анжерских земель 3 марта 1917 года. В этот день и в Анжерке, и в Судженке состоялись митинги рабочих. При общем изменении политического строя менялась обстановка и в поселениях. 11 мая 1918 года Советом Народных Комиссаров РСФСР было вынесено постановление о национализации Судженских каменноугольных копей. Весной 1918 года власть в Анжерке и Судженке перешла к антибольшевистским силам, Анжерские и Судженские Советы были разогнаны. 28 июня 1918 года издаётся закон о денационализации промышленности, согласно которому предприятия возвращались бывшим владельцам. Вводится военное положение, запрещаются митинги, собрания, сходки. В декабре 1919 года части 5-й Красной армии в ходе своего наступления начали бои за Кузбасс. Взяв 24 декабря 1919 года под свой контроль Судженку, части 27-й дивизии начали наступление на Анжерку и, полностью овладев копями, повели наступление вдоль железной дороги на Мариинск.
В 1921—1925 годах для подготовки специалистов открыты профтехшколы, школа горнопромышленного ученичества, в 1926 году для желающих получить высшее образование создаётся рабфак, где готовили для поступления в Томский индустриальный институт.
В 1928 году два разросшихся посёлка Анжерка и Судженка объединились в один — Анжеро-Судженский. Статус города был присвоен в 1931 году — постановлением Всероссийского центрального исполнительного комитета посёлок Анжеро-Судженка был преобразован в город Анжеро-Судженск (утверждено законом 30 июня 1931). В 1934 году впервые была произведена планировка города. В это же время городской исполнительный комитет принимает решение о благоустройстве и озеленении Анжеро-Судженска. В городе в 1931 году возник спецпосёлок, в котором жили и работали раскулаченные, высланные из Башкирской АССР.
В 1928 году первым наркомом здравоохранения Семашко Н. А. была заложена городская больница им. «14 лет Октября».
В 1930 году сдан в эксплуатацию новый радиоузел, установлено две тысячи радиоточек.
К 1934 году в городе работали 15 библиотек, 7 клубов, кинотеатр на 530 мест, 2 стадиона, парк культуры и отдыха. В эти годы крупным предприятием стала типография, созданная в 1920 году на базе походной типографии 5-й Красной армии. К 1934 году в Анжеро-Судженске издаётся пять газет: «Борьба за уголь», «Ударник угля», «За уголь», «Ударник полей», «За большевистские колхозы».
К 1941 году в городе сложилась крепкая промышленная база. Её основу составляли пять крупных предприятий союзного значения — трест «Анжероуголь» (это шахты, рудоремонтный завод, ЦЭС-Водопровод и др.), мясокомбинат, хлебокомбинат, лесокомбинат, кварцитовый рудник. Именно в годы войны 1941—1945 годов анжерская промышленность интенсивно развивалась. В 1941 году в городе началось строительство стекольного завода. Днём основания завода считается 12 февраля 1947 года, когда было пущено собственно производство стекла.
Летом 1941 года в город начали прибывать эвакуируемые предприятия с западных рубежей СССР. А также в 1941 году по Указу ПВС СССР от 28.08.1941 года сюда направили этнических немцев из Саратовской области на спецпоселения, на данный момент данная категория лиц признана как ЖЕРТВЫ МАССОВЫХ ПОЛИТИЧЕСКИХ РЕПРЕССИЙ.  За время Великой Отечественной войны в Анжеро-Судженск эвакуированы: машиностроительный, вагоноремонтный, химико-фармацевтический заводы. В годы войны город принимал раненых в боях бойцов. Под госпитали были переоборудованы все наиболее подходящие школьные и административные здания. Всего было организовано одиннадцать эвакогоспиталей на 7 тыс. коек.
В день 1 декабря 1945 года распахнул свои двери новый областной театр Кузбасса, расположенный в тот момент в городе Анжеро-Судженске. Спустя шесть лет, по указанию областного руководства, уже ставший известным Анжеро-Судженский театр был переведён в город Прокопьевск.
Для Анжеро-Судженска 1954 год знаменателен открытием обогатительной фабрики «Анжерская».
В конце января 1958 года в центре Анжеро-Судженска открыт Дом физкультурника, который в те годы был первым по красоте и оборудованию в Кемеровской области.
Поскольку город рос быстрыми темпами, экономика города нуждалась в новых электрических мощностях, а Анжерская ЦЭС по выработке электроэнергии уже не справлялась с нагрузками. И в апреле 1961 года вновь введённая «Новоанжерская подстанция» приняла первый ток от линии Кемерово — Анжеро-Судженск.
В 1971 году произведён пуск головной перекачивающей станции нефтепровода Александровское — Анжеро-Судженск.
В восьмидесятые годы XX века построен один из лучших в Кузбассе спортивных комплексов «Юность» с плавательным бассейном, открывается городской краеведческий музей. В эти годы в городе работает 6 шахт и 1 рудник: шахты «Анжерская», «Восход», «Сибирская», «Судженская», «Таёжная», «Физкультурник» и Антоновское рудоуправление; 7 заводов: вагоноремонтный, железобетонных изделий, машиностроительный, стекольный, химико-фармацевтический, центральные электро-механические мастерские; 2 горно-обогатительные фабрики: ГОФ «Анжерская» и ГОФ «Судженская»; 3 автобазы: «Анжерская автобаза», «Пассажирское автотранспортное предприятие», «Судженская автобаза»; 7 предприятий коммунального хозяйства: «Анжерская ЦЭС», «Зеленстрой», «Спецавтохозяйство», «Управление водопроводно-канализационного хозяйства», два управления жилищно-коммунального хозяйства, «Управление коммунальных котельных и тепловых сетей»; строительные организации.
В начале 1990-х годов стало очевидным, что положение на промышленных предприятиях и в городе меняется в худшую сторону: задержки с выплатой заработной платы, пустые полки на прилавках магазинов. Наиболее ярко эти трудности проявились на шахтах. 15 июля 1989 года анжерские горняки собрались на митинг у Дома Советов (здание органов местной власти). На митинге был избран городской стачечный (рабочий) комитет (под руководством зам. гл. инженера ш/у «Сибирское» Н. П. Смирнова), активисты которого попытались контролировать управление городом и добиться улучшения материального снабжения жителей города (в первую очередь шахтёров) в условиях недостаточного поступления товаров для снабжения населения. Обстановка напоминала революционную 1917 года: «Власть народу!». Рабочий комитет издавал собственную газету «Народная газета» (соредакторы: В. Р. Долинский, Г. Ф. Рыбников.). Первый номер газеты вышел 08.06.1990 г. Это было время «рельсовых войн». В знак протеста против ухудшающегося положения населения страны, анжерские горняки перекрывали Транссибирскую магистраль в октябре 1994 года, в апреле 1997 года, в августе 1998 года. «Рельсовая война» стала в 1990-е годы широко распространённой формой социального протеста.
В тот период выход из экономического кризиса виделся в приватизации предприятий. Первым на этот шаг пошёл коллектив машиностроительного завода в 1991 году.
В 1994 году вышла в эфир первая передача анжерского городского телевидения. 1996 год стал для города годом всё более усиливающейся социальной напряжённости, связанной с ликвидацией убыточных и нерентабельных шахт. Состояние промышленности города характеризуется дальнейшим усугублением кризисного состояния. Объём выпускаемой продукции в целом снизился почти на четверть. Значительно возросло количество безработных. Только в угольной промышленности в 1996 году на 15,3 % сокращено количество рабочих мест. Начинается регрессирующий процесс миграционной убыли населения города.

### Часовой пояс
Город Анжеро-Судженск, как и вся Кемеровская область, находится в часовой зоне МСК+4. Смещение применяемого времени относительно UTC составляет +7:00.

## Экономика
Статус моногорода позволил Анжеро-Судженскому городскому округу, в рамках соглашения с НО "Фонд развития моногородов" Архивная копия от 15 марта 2022 на Wayback Machine построить объекты инженерной инфраструктуры для реализации новых инвестиционных проектов.
Город имеет выгодное экономико-географическое положение, обусловленное:
- равной удалённостью от Новосибирской, Томской областей, Алтайского и Красноярского края;
- наличием магистральной железной дороги (Западно-Сибирская железная дорога) и сети внутригородских железнодорожных путей со свободными ж/д тупиками,  автомобильных дорог и свободных энергомощностей (Ново-Анжерская подстанция 500кВ);
- прохождением нефтепровода Александровск — Анжеро-Судженск — Омск и Александровск — Анжеро-Судженск — Иркутск;
- наличием запасов полезных ископаемых и разнообразных природных ресурсов;
- наличием 19 свободных производственных площадок, готовых к освоению инвесторами.

В границах Анжеро-Судженска в 2018 году образована территория опережающего социально-экономического развития «Анжеро-Судженск», на которой действует особый правовой режим предпринимательской деятельности.

## Население
Население города Анжеро-Судженска на 2023 год — 69736 чел.
| 1926     | 1931     | 1939     | 1956     | 1959     | 1962     | 1967     | 1970     | 1973     | 1976     | 1979     |
| -------- | -------- | -------- | -------- | -------- | -------- | -------- | -------- | -------- | -------- | -------- |
| 30 200   | ↗54 400  | ↗69 000  | ↗116 000 | ↘115 628 | ↗120 000 | ↘116 000 | ↘106 165 | ↘103 000 | ↗104 000 | ↗105 114 |
| 1982     | 1986     | 1987     | 1989     | 1991     | 1992     | 1993     | 1994     | 1995     | 1996     | 1998     |
| ↗108 000 | ↗109 000 | ↗112 000 | ↘107 951 | ↘107 000 | ↘106 400 | ↘106 000 | →106 000 | ↘101 000 | ↘100 000 | ↘97 500  |
| 2000     | 2001     | 2002     | 2003     | 2005     | 2006     | 2007     | 2008     | 2009     | 2010     | 2011     |
| ↘95 000  | ↘93 900  | ↘86 480  | ↗86 500  | ↘84 600  | ↘83 900  | ↘83 200  | ↘83 000  | ↘82 806  | ↘76 646  | ↘76 600  |
| 2012     | 2013     | 2014     | 2015     | 2016     | 2017     | 2018     | 2019     | 2020     | 2021     | 2025     |
| ↘75 597  | ↘74 990  | ↘74 376  | ↘73 705  | ↘72 827  | ↘71 787  | ↘70 476  | ↘69 253  | ↘68 116  | ↘66 583  | ↘63 942  |

На 1 января 2025 года по численности населения город находился на 249-м месте из 1124 городов Российской Федерации.

## Транспорт
- Железнодорожные станции «Анжерская» (на главном ходу Транссибирской магистрали / Западно-Сибирская железная дорога — филиал ОАО «РЖД») и «Анжерская-Западная» (станция для пассажирского пригородного сообщения по маршруту Тайга-Мариинск).
- Междугородное автобусное сообщение на: город Кемерово, город Томск, город Березовский, Яю, Ижморский, Улановку, Емельяновку, Соболинку, Вознесенку, Медведчиково, Малиновка.
- Городское и пригородное автобусное сообщение, городское коммерческое автобусное сообщение.
- Такси.

## Гостиницы
- Гостиница «Анжерская».
- Комнаты длительного отдыха на ж/д вокзале «Анжерская».

## Учебные заведения
- Анжеро-Судженский политехнический колледж (ГПОУ АСПК);
- Анжеро-Судженский филиал Кемеровского областного медицинского колледжа;
- Анжеро-Судженский педагогический колледж.

Несколько профессионально-технических училищ. Несколько средних школ. Одна гимназия. Городской краеведческий музей.
C 1991 по 2018 годы в Анжеро-Судженске работал филиал Томского государственного педагогического института (в дальнейшем филиал Кемеровского государственного университета). Специальности: педагогические с присвоением квалификации — учитель русского языка и литературы, учитель математики, учитель физкультуры; менеджмент в банковском деле; информационные системы в экономике и другие. На май 2012 года обучалось более двух тысяч студентов по 18 различным специальностям.

## Средства массовой информации
Газета «РИО» Анжеро-Судженский городской еженедельник, Газета «Наш город», МУП «ГТРК»: Студия телевидения «Анжерское телевидение» и Радио Анжеро-Судженска (осуществляющее вещание на волне Радио «Кузбасс FM»).

### Телевидение
- 3 ТВК — Первый канал
- 7 ТВК — РЕН ТВ
- 10 ТВК – НТВ / АнТВ Архивная копия от 25 февраля 2019 на Wayback Machine
- 26 ТВК — ТВЦ
- 31 ТВК — Россия 1 / ГТРК «Кузбасс»
- 33 ТВК — Пятый канал
- 37 ТВК — СТС Love

### Радиостанции
| Частота   | Название                               |
| 70,40 МГц | (Молчит) Радио России / Радио Кузбасса |
| 72,08 МГц | (Молчит) Радио Маяк                    |
| 87,8 МГц  | Радио Ваня                             |
| 88,2 МГц  | Радио ENERGY (NRJ)                     |
| 101,6 МГц | Кузбасс FM                             |
| 105,7 МГц | Радио России / Радио Кузбасса          |

## Некоммерческие организации

### Религиозные объединения

#### Православие
Русская Православная Церковь (Московский Патриархат), Мариинская епархия:
- Храм святых апостолов Петра и Павла (Восточный район, Переяславский пер., д. 2). Веб-сайт — http://blago.prihod.ru/ Архивная копия от 21 января 2018 на Wayback Machine;
- Храм Собора Сибирских святых (Центральный район, Горняцкая ул.);
- Свято-Троицкий храм (Центральный район, ул. Гагарина, 42);
- Храм преподобного Серафима Саровского (пос. Рудничный, Садовая ул., 7).

История храмов Анжеро-Судженска и Петро-Павловского храмового комплекса:
В начале XX в. на территории современного города Анжеро-Судженск существовало 2 деревянные церкви.
Первая, построенная в 1903 г. и относившаяся к Благочинию ж.-д. церквей прп. Макария Египетского с одним куполом и колокольней, находилась на Анжерских каменноугольных копях в районе современного городского сада. Рядом с храмом располагался погост, в отдалении был пруд и колодец со святой водой, куда на праздник Крещения совершали крестный ход. В приходе имелись одноклассная школа ж.-д. ведомства и церковная библиотека. В 1929 г. здание храма было разрушено.
Вторая церковь Святой Троицы находилась в посёлке при Судженских каменноугольных копях с 1907 г. При храме имелись училище гражданского ведомства и церковная библиотека. В 1913-1915 гг. настоятелем Троицкого храма служил священник о. Василий Мамаев.
В 1924 г. решением бюро райкома партии церковь была закрыта, а здание вначале было передано под пионерский клуб. В послевоенные годы под новую церковь Покрова Пресвятой Богородицы приспособили небольшой частный дом по ул. Бийской 85, оборудовав в нём алтарь. На колокольне были установлены один большой и три малых колокола. Со склада Берикульской МТС, оборудованной в бывшем здании Покровской церкви с. Белогородка Мариинского района, с разрешения властей были взяты иконостас, иконы, хоругви, церковная утварь.
В 1948 г. в центре города по ул. Дорожной с разрешения властей настоятелем прихода иеромонахом Петром Сеньковым началось строительство нового деревянного храма, возведённого к январю 1949 г. Однако местные власти распорядились разобрать ещё не освящённый храм и перенести на окраину в болотистое место. Отца Петра отстранили от служения, а церковный староста Кондрат, собиравший деньги на строительство, был осуждён на несколько лет заключения. Новым настоятелем был назначен протоиерей Александр Сычугов, при котором здание было перенесено на нынешнее место с переосвящением престола в честь первоверх. апп. Петра и Павла архиепископом Новосибирским Павлом в 1953 г.
В 1985 г. настоятелем храма назначается священник Николай Гомзяк († 14.10.2020г.), впоследствии 35-лет прослуживший в Анжеро-Судженске. К 1000-летию крещения Руси (1988 год) настоятель о. Николай произвёл реконструкцию храма. Были сооружены купол, колокольня, металлическая ограда, подсобные помещения. Храм сразу же преобразился.
В 1995 г. завершено сооружение каменного крестильного храма свт. Иоанна Тобольского. В нём изготовлен и установлен богатый иконостас, сделаны росписи стен.
В 1994 г. открыта воскресная школа, имеется библиотека с фондом 2 тыс. экз.
В 1999 г. закончена роспись основного и крестильного храмов. Св. престол основного храма назван в честь Петра и Павла; крестильный храм — в честь свят. Иоанна Тобольского.

#### Ислам
Духовное управление мусульман Кемеровской области. Местная мусульманская религиозная организация «Ватан-Отечество» , мечеть «Нур» (ул. Куйбышева, 100) / «Хамида».

### Политические партии
В городе в выборах в горсовет в 2016 году участвовали ЕР, ЛДПР, КПРФ, Патриоты России.

### Прочие некоммерческие организации
- Станица «Анжерская» — анжерское станичное казачье общество станица «Анжерская»;
- Городская общественная организация защиты животных «Островок доброты»[42];
- Российский Союз ветеранов Афганистана;
- Федерация хоккея России.

## Главы городского округа
- Макаркин, Виктор Иванович (? - 1998);
- Скорик, Анатолий Егорович;
- Ившин, Виктор Александрович (1998 - 2002);
- Готфрид, Александр Владимирович (2003 - 2011);
- Чернов, Владимир Николаевич (2011 - 2016);
- Ажичаков, Дмитрий Владимирович (2016 - 2019);
- Рыбалко, Александр Николаевич (2019 - 2023);
- Ажичаков, Дмитрий Владимирович (с 2023).